# Adony
Adony é uma cidade da Hungria, situada no condado de Fejér. Tem 61,05 km² de área e sua população em 2019 foi estimada em 3.880 habitantes.